# Hymn Południowej Afryki
Hymn Południowej Afryki jest jednym z niewielu hymnów państwowych złożonym z różnojęzycznych części.
Pierwsze 2 wersy pierwszej zwrotki są w języku xhosa, kolejne 2 w języku zulu. Tekst drugiej zwrotki jest w języku sotho, trzeciej w języku afrikaans, zaś czwarta zwrotka w języku angielskim.
Pierwsza zwrotka jest początkiem wiersza Nkosi Sikelel' iAfrika, napisanego przez Enocha Sontongę w 1897 roku i będącego symbolem walki z apartheidem.
W 1995 roku Nkosi Sikelel' iAfrika została przyjęta jako drugi hymn narodowy obok używanego od 1957 roku hymnu Die Stem van Suid-Afrika. W 1997 roku teksty obu pieśni połączono w obecny hymn.

## Tekst
| Słowa oryginalne | Oficjalne tłumaczenie na j. angielski | Tłumaczenie na j. polski |
| --- | --- | --- |
| Pierwsza zwrotka, pierwsze dwa wersy w języku xhosa                                                                                                  | | |
| Nkosi Sikelel' iAfrika Maluphakanyisw' uphondo lwayo,                                                                                                | Lord bless Africa May her glory be lifted high,                                                                                             | Boże, błogosław Afrykę Niech jej sława zostanie ukazana,                                                                                             |
| Pierwsza zwrotka, kolejne dwa wersy w języku zulu | | |
| Yizwa imithandazo yethu, Nkosi sikelela, thina lusapho Iwayo.                                                                                        | Hear our prayers Lord bless us, your children.                                                                                              | Wysłuchaj próśb naszych Boże, błogosław nas, dzieci Twoje.                                                                                           |
| Druga zwrotka w języku sotho | | |
| Morena boloka setjhaba sa heso, O fedise dintwa le matshwenyeho, O se boloke, O se boloke setjhaba sa heso, Setjhaba sa South Afrika - South Afrika. | Lord we ask You to protect our nation, Intervene and end all conflicts, Protect us, protect our nation, Protect South Africa, South Africa. | Boże, prosimy Cię, broń nasz naród Interweniuj i zakończ wszystkie konflikty Chroń nas, chroń nasz naród Chroń Afrykę Południową, Afrykę Południową. |
| Trzecia zwrotka w języku afrikaans | | |
| Uit die blou van onse hemel, Uit die diepte van ons see, Oor ons ewige gebergtes, Waar die kranse antwoord gee,                                      | From the blue of our skies, From the depths of our seas, Over our everlasting mountains, Where the echoing crags resound,                   | Z błękitu naszego nieba, Z głębin naszych mórz, Ponad nasze odwieczne góry, Gdzie echem odpowiadają klify,                                           |
| Czwarta zwrotka w języku angielskim | | |
| Sounds the call to come together, And united we shall stand, Let us live and strive for freedom, In South Africa our land.                           | Sounds the call to come together, And united we shall stand, Let us live and strive for freedom, In South Africa our land.                  | Brzmi zew, by się zjednoczyć, I w jedności winniśmy trwać, Daj nam żyć i dążyć do wolności, W naszym kraju, Afryce Południowej.                      |